# Mateusz Ligocki
Mateusz Ligocki (* 18. Juni 1982 in Cieszyn) ist ein ehemaliger polnischer Snowboarder. Er startete in den Disziplinen Snowboardcross, Halfpipe und Big Air und nahm an vier Olympischen Winterspielen sowie sechs Snowboard-Weltmeisterschaften teil.

## Werdegang
Ligocki, der für den AZS AWF Krakow startete, trat international erstmals bei den Juniorenweltmeisterschaften 1998 in Chamrousse in Erscheinung. Dort errang er den 44. Platz im Riesenslalom und den 25. Platz in der Halfpipe. In der Saison 1998/99 kam er bei den Juniorenweltmeisterschaften 1999 auf der Seiser Alm auf den 42. Platz im Parallel-Riesenslalom sowie auf den 22. Rang in der Halfpipe und nahm in Olang erstmals am Snowboard-Weltcup der FIS teil, wobei er den 69. Platz im Parallel-Riesenslalom errang. Im folgenden Jahr belegte er bei den Juniorenweltmeisterschaften 2000 in Berchtesgaden den 43. Platz im Parallelslalom, den 39. Rang im Parallel-Riesenslalom sowie den 31. Platz in der Halfpipe und errang in Szczyrk mit Platz zwei im Riesenslalom seine erste Podestplatzierung im Europacup. In der Saison 2001/02 wurde er polnischer Meister im Snowboardcross und mit je einem dritten und ersten Platz im Europacup Zehnter in der Snowboardcross-Wertung sowie Vierter in der Halfpipe-Wertung. Zudem erreichte er im Januar 2002 am Kreischberg mit Platz sieben im Big Air seine erste Top-zehn-Platzierung im Weltcup. Bei den Juniorenweltmeisterschaften 2002 in Rovaniemi kam er auf den 31. Platz im Parallel-Riesenslalom, auf den 24. Rang in der Halfpipe und auf den neunten Platz im Snowboardcross. Nach den Plätzen 15 und 14 in Valle Nevado zu Beginn der Saison 2002/03 kam er im Weltcup sechsmal unter die ersten zehn und belegte damit den 15. Platz im Halfpipe-Weltcup, den zehnten Rang im Big-Air-Weltcup und den siebten Platz im Gesamtweltcup. Im Europacup siegte er in der Halfpipe in Piancavallo und errang den fünften Platz in der Halfpipe-Wertung. Außerdem wurde er polnischer Meister in der Halfpipe und im Snowboardcross. Beim Saisonhöhepunkt, den Snowboard-Weltmeisterschaften 2003 am Kreischberg, kam er auf den 38. Platz im Snowboardcross, auf den 35. Rang im Big Air und auf den 23. Platz in der Halfpipe. Bei der nachfolgenden Winter-Universiade in Piancavallo wurde er Neunter in der Halfpipe und Vierter im Snowboardcross. In der Saison 2003/04 wurde er Dritter in der Big-Air-Wertung des Europacups und errang den 13. Platz im Gesamtweltcup. Nach Platz vier im Snowboardcross beim ersten Rennen der Saison 2004/05 in Valle Nevado erreichte er tags darauf mit Platz zwei im Snowboardcross seine erste Podestplatzierung im Weltcup. Im weiteren Saisonverlauf kam er zweimal unter die ersten zehn und erreichte mit Platz fünf im Snowboardcross-Weltcup sein bestes Gesamtergebnis. Zudem wurde er Zweiter in der Snowboardcross-Wertung des Europacups und polnischer Meister im Snowboardcross. Beim Saisonhöhepunkt, den Snowboard-Weltmeisterschaften 2005 in Whistler, nahm er an vier Wettbewerben teil. Seine beste Platzierung dabei war der 20. Platz im Snowboardcross. In der Saison 2005/06 gewann er mit zwei ersten Plätzen die Snowboardcross-Wertung des Europacups. Bei seiner ersten Teilnahme an Olympischen Winterspielen im Februar 2006 in Turin belegte er den 44. Platz in der Halfpipe und den 20. Rang im Snowboardcross. Zudem siegte er erneut bei den polnischen Meisterschaften im Snowboardcross. Im folgenden Jahr wurde er bei den Weltmeisterschaften in Arosa Elfter im Snowboardcross und bei der Winter-Universiade in Bardonecchia Zehnter im Snowboardcross sowie Vierter in der Halfpipe. 
Ab der Saison 2007/08 startete Ligocki ausschließlich im Snowboardcross. Dabei kam er in Bad Gastein und in Sungwoo jeweils auf den dritten Platz und holte in Chiesa in Valmalenco seinen ersten Weltcupsieg. Zum Saisonende errang er damit den sechsten Platz im Snowboardcross-Weltcup und triumphierte bei den polnischen Meisterschaften. In der Saison 2008/09 wurde er mit zwei dritten Plätzen sowie einem zweiten Platz Zweiter in der Snowboardcross-Wertung des South American Cups und beim Weltcup in Chapelco Dritter. Bei der Winter-Universiade 2009 in Harbin fuhr er auf den neunten Platz. In der folgenden Saison siegte er beim Europacup im Rejdice und kam beim Weltcup in Chiesa in Valmalenco auf den dritten Platz. Bei den Olympischen Winterspielen 2010 in Vancouver fuhr er auf den 29. Platz und bei den Snowboard-Weltmeisterschaften 2011 in La Molina auf den 28. Rang. In der Saison 2011/12 kam er bei sieben Teilnahmen im Weltcup viermal unter die ersten zehn und errang damit den 13. Platz im Snowboardcross-Weltcup. Außerdem wurde er im Februar 2012 polnischer Meister im Snowboardcross. Nach Platz 44 in Montafon und Rang 28 in Telluride im Weltcup zu Beginn der Saison 2012/13, siegte er zweimal beim Europacup in Cortina d’Ampezzo und einmal in Peyragudes. Beim Saisonhöhepunkt, den Snowboard-Weltmeisterschaften 2013 im Stoneham, errang er den 15. Platz. Im März 2013 wurde er erneut polnischer Meister und holte in Veysonnaz seinen zweiten und damit letzten Weltcupsieg. Die Saison beendete er auf dem 14. Platz im Snowboardcross-Weltcup und auf dem dritten Rang in der Snowboardcross-Wertung des Europacups. In den folgenden Jahren errang er im Weltcup ausschließlich Platzierungen außerhalb der ersten zehn. Bei den Olympischen Winterspielen 2014 in Sotschi belegte er den 33. Platz, bei den Snowboard-Weltmeisterschaften 2017 in der Sierra Nevada den 12. Rang und bei den Olympischen Winterspielen 2018 in Pyeongchang den 20. Platz. Seinen 169. und damit letzten Weltcup absolvierte er im Februar 2018 auf dem Feldberg, welchen er auf dem 46. Platz beendete.
Sein Bruder Michał Ligocki und seine Cousine Paulina Ligocka waren ebenfalls im Snowboard aktiv.

## Teilnahmen an Weltmeisterschaften und Olympischen Winterspielen

### Olympische Winterspiele
- 2006 Turin: 20. Platz Snowboardcross, 44. Platz Halfpipe
- 2010 Vancouver: 29. Platz Snowboardcross
- 2014 Sotschi: 33. Platz Snowboardcross
- 2018 Pyeongchang: 20. Platz Snowboardcross

### Snowboard-Weltmeisterschaften
- 2003 Kreischberg: 23. Platz Halfpipe, 35. Platz Big Air, 38. Platz Snowboardcross
- 2005 Whistler: 20. Platz Snowboardcross, 23. Platz Big Air, 33. Platz Halfpipe, 47. Platz Parallel-Riesenslalom
- 2007 Arosa: 11. Platz Snowboardcross
- 2011 La Molina: 28. Platz Snowboardcross
- 2013 Stoneham: 15. Platz Snowboardcross
- 2017 Sierra Nevada: 12. Platz Snowboardcross

## Weltcupsiege und Weltcup-Gesamtplatzierungen

### Weltcupsiege
| Nr. | Datum         | Ort                  | Disziplin      |
| --- | ------------- | -------------------- | -------------- |
| 1.  | 13. März 2008 | Chiesa in Valmalenco | Snowboardcross |
| 2.  | 16. März 2013 | Veysonnaz            | Snowboardcross |

### Weltcup-Gesamtplatzierungen
| Saison    | Gesamt | Gesamt | Snowboardcross | Snowboardcross | Halfpipe | Halfpipe | Big Air | Big Air |
| Saison    | Punkte | Platz  | Punkte         | Platz          | Punkte   | Platz    | Punkte  | Platz   |
| --------- | ------ | ------ | -------------- | -------------- | -------- | -------- | ------- | ------- |
| 1998/99   | 5      | 127.   | 8              | 89.            | 18       | 122.     | -       | -       |
| 1999/2000 | 30     | 127.   | 45             | 103.           | 272      | 60.      | -       | -       |
| 2000/01   | -      | -      | 159            | 55.            | 59       | 93.      | -       | -       |
| 2001/02   | -      | -      | 347            | 38.            | 242      | 73.      | 510     | 16.     |
| 2002/03   | 308    | 7.     | 539            | 32.            | 1390     | 15.      | 1620    | 10.     |
| 2003/04   | 108    | 13.    | 197            | 51.            | 490      | 40.      | 690     | 18.     |
| 2004/05   | -      | -      | 2440           | 5.             | 551      | 35.      | 478     | 28.     |
| 2005/06   | 1087   | 88.    | 768            | 33.            | 29       | 108.     | 290     | 37.     |
| 2006/07   | 79     | 226.   | 60             | 49.            | -        | -        | 19      | 79.     |
| 2007/08   | 2641   | 24.    | 2641           | 6.             | -        | -        | -       | -       |
| 2008/09   | 802    | 96.    | 802            | 27.            | -        | -        | -       | -       |
| 2009/10   | 764    | 99.    | 764            | 27.            | -        | -        | -       | -       |
| 2010/11   | -      | -      | 592            | 31.            | -        | -        | -       | -       |
| 2011/12   | -      | -      | 1470           | 13.            | -        | -        | -       | -       |
| 2012/13   | -      | -      | 1156           | 14.            | -        | -        | -       | -       |
| 2015/16   | -      | -      | 248,3          | 42.            | -        | -        | -       | -       |
| 2016/17   | -      | -      | 127,2          | 52.            | -        | -        | -       | -       |
| 2017/18   | -      | -      | 149,5          | 57.            | -        | -        | -       | -       |